# Kari Gosse
Le Kari Gosse (marque déposée) est un mélange condimentaire d'inspiration indienne, légèrement pimenté qui convient très bien à l'accompagnement culinaire des crustacés. 
Il a été mis au point au XIXe siècle par monsieur Gosse, un pharmacien apothicaire lorientais qui eut l’idée de créer un curry inspiré de l'époque de la Compagnie des Indes orientales. D'après Irène Frain, le mot kari est d'origine tamoul et signifie « mélange d'épices », et le Kari Gosse correspond à un kari d'une caste de pêcheurs de la région du Tamil Nadu où fut créé le comptoir de Pondichéry.

## Histoire
Le port de Lorient fut le premier de France à voir débarquer le curry dans ses cargaisons, inspiré du garam masala. Les Bretons y ont vu un parfait compagnon culinaire des produits de la pêche. 
Par un mélange de gingembre, curcuma, girofle, piment rouge, cannelle, poivre, coriandre, cumin, cardamome et fenugrec, monsieur Gosse a reconstitué les parfums d’outre-mer. 
Il déposa un brevet pour sa recette. La marque Kari Gosse est toujours protégée aujourd'hui à l'Institut national de la propriété industrielle. Le condiment est fabriqué par Xavier Pouezat, son descendant, à Auray. Quelques pharmacies et magasins possèdent le droit à la vente dans le Morbihan et dans le Finistère. 
Une recette connue avec cet assaisonnement est le homard au Kari Gosse. Nathalie Beauvais, cheffe lorientaise, en donne quelques recettes dans son livre Best of Breizh ! .